# بروس برسفورد
بروس برسفورد (انگلیسی: Bruce Beresford؛ زادهٔ ۱۶ اوت ۱۹۴۰) کارگردان، و فیلم‌نامه‌نویس اهل استرالیا است. وی از سال ۱۹۷۲ میلادی تاکنون مشغول فعالیت بوده‌است.
از فیلم‌هایی که وی در آن کارگردانی کرده‌است، می‌توان به مخاطره مضاعف اشاره کرد.

## جوایز
بفتا:
- کاندیدای دریافت بهترین کارگردانی برای فیلم Driving Miss Daisy در سال ۱۹۹۰